# La mitología de los griegos
La mitología de los griegos (en alemán Die Mythologie der Griechen) es una obra en dos volúmenes sobre mitología griega publicada entre 1951 y 1958 por el filólogo, helenista y mitógrafo húngaro Károly Kerényi.

## Estructura
Consta de los dos tomos siguientes:
1. Volumen 1: Die Götter - und Menschheitsgeschichten (Los dioses de los griegos) (1951)
2. Volumen 2: Die Heroen der Griechen (Los héroes de los griegos) [más tarde publicado también como Heroengeschichten o Heroen-Geschichten] (1958)

## Edición en castellano
- Kerényi, Károly. La mitología de los griegos.

1. Los dioses de los griegos (Segunda edición). Prólogo Luis Alberto de Cuenca, traducción Jaime López-Sanz. Colección Imaginatio Vera 141. Vilaür: Ediciones Atalanta. 2021, 2023. ISBN 978-84-122130-3-4.
2. Los héroes griegos (Segunda edición). Prólogo Jaume Pórtulas, traducción Cristina Serna. Colección Imaginatio Vera 35. Vilaür: Ediciones Atalanta. 2009, 2021. ISBN 978-84-122130-6-5.

- Datos: Q5967376